# Платитомизус шестипятнистый
Платитомизус шестипятнистый (лат. Platythomisus sexmaculatus) — вид небольших пауков рода Платитомизус (лат. Platythomisus). Обитает во влажных областях Северной Африки, часто по берегам водоёмов. 
Вид открыт Эдженом Симоном в 1897 году в Сомали.

## Описание
Самец до сих пор не обнаружен.
Самка размером до 15 мм. Спинной щит оранжево-коричневый или красный. На уровне глаз присутствует чёрная полоса. Членик у основания ноги чёрный. Остальные 2 членика оранжевые. Брюшко вытянутой яйцевидной формы, гладкое. Сверху брюшко белое.
Присутствуют 10 чёрных пятен: одно маленькое, круглое у места соединения головогруди с брюшком, 4 крупные, бесформенные, вытянуты наподобие полосок, находятся попарно с 2 сторон брюшка. Ниже по брюшку находятся ещё 4 полосы-пятна. Они более узки и менее крупные, но располагаются аналогично. Последнее пятно находится около паутинных бородавок.

### Образ жизни
Пауки живут в саваннах и тропических лесах в жарком климате, часто по берегам рек и озёр. Не образуют паутины. Живут на деревьях и кустарниках, охотясь на насекомых. О периодизации и образе жизни известно очень мало.